# Rudolf Moge
Rudolf (Rudi) Moge, slovenski politik, poslanec, matematik in pedagog, * 20. marec 1944, Maribor.

## Življenjepis
Leta 1992 je postal član 1. državnega zbora Republike Slovenije kot nadomestilo za Davorina Kračuna; v tem mandatu je bil član naslednjih delovnih teles:
- Odbor za kulturo, šolstvo in šport (predsednik; od 25. aprila 1995),
- Odbor za kulturo, šolstvo in šport (podpredsednik; do 26. januarja 1995),
- Komisija za volitve, imenovanja in administrativne zadeve (19. september 1993-26. januar 1995 in od 25. aprila 1995) in
- Odbor za znanost, tehnologijo in razvoj (do 26. januarja 1995 in od 25. aprila 1995).

Rudolf Moge je bil leta 2004 kot član Liberalne demokracije Slovenije tretjič izvoljen v Državni zbor Republike Slovenije; v tem mandatu je bil član naslednjih delovnih teles:
- Komisija za nadzor obveščevalnih in varnostnih služb,
- Odbor za visoko šolstvo, znanost in tehnološki razvoj (predsednik) in
- Mandatno-volilna komisija.

Moge je februarja 2009 izstopil iz stranke LDS, saj se ni strinjal z delovanjem nove koalicije. Istega leta je bil imenovan tudi za častnega občana Mestne občine Maribor. Januarja 2012 je bil Rudolf Moge imenovan za predsednika zavoda EPK, na položaju je zamenjal Ota Lutharja .